# Ángel Parra

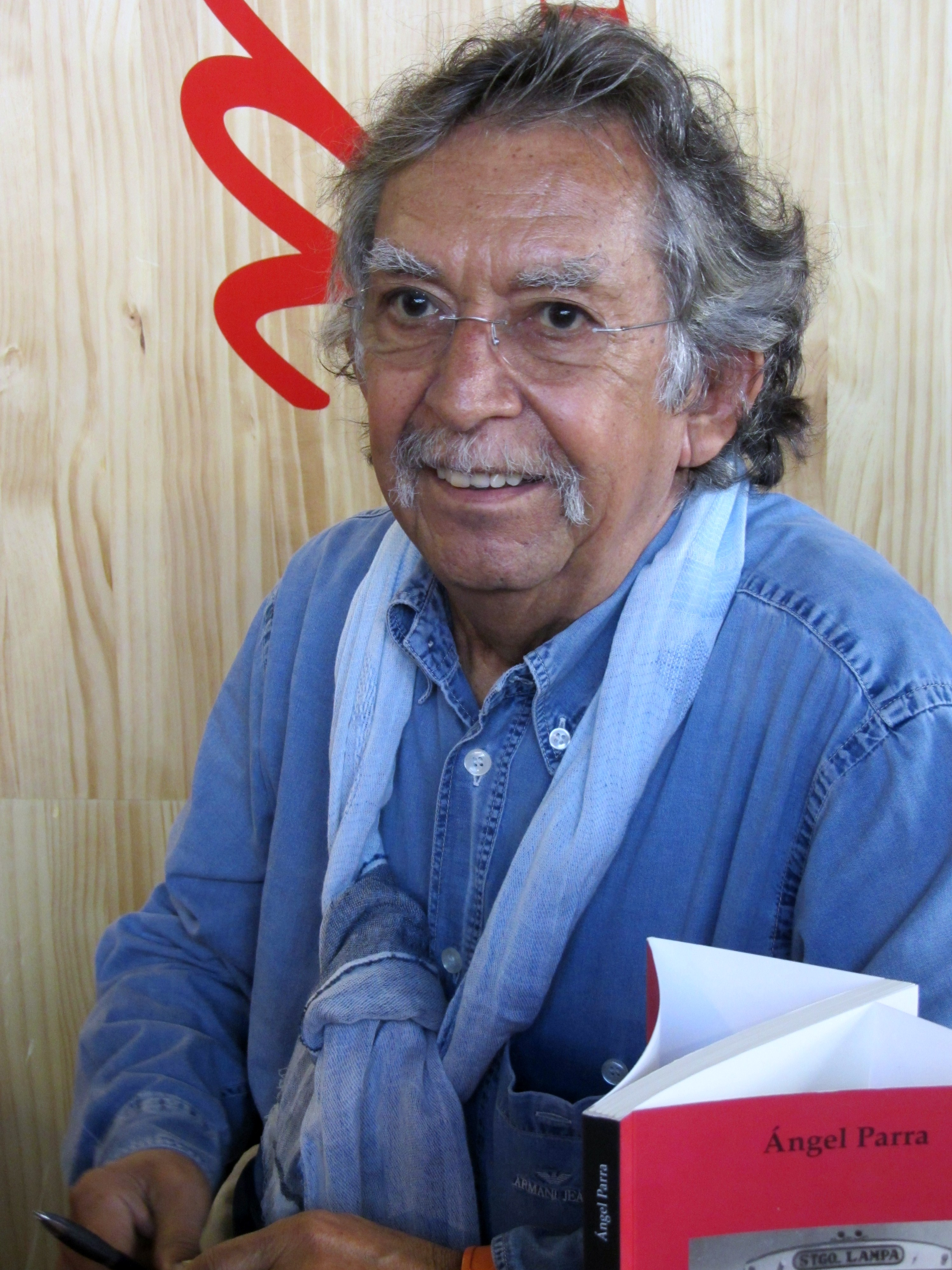
Ángel Parra (2015)

Ángel Parra Cereceda (Valparaíso, 27 juni 1943 – Parijs, 11 maart 2017) was een Chileens volkszanger.

## Biografie
Parra was een telg uit de bekende Parra-familie. Zijn moeder is Violeta Parra, zijn zus Isabel Parra. Hij is een vertegenwoordiger van "La Nueva Canción Chilena" (Nederlands: Het nieuwe Chileense lied), de muzikale stem van de sociaal-politieke beweging in Chili in de jaren zestig en vroege jaren zeventig. Andere vertegenwoordigers van deze muziekstroming zijn Víctor Jara, Patricio Manns, Rolando Alarcón en de muziekgroepen Quilapayún en Inti-Illimani.
Vanwege zijn sympathieën voor het Volksfront (Unidad Popular) van Salvador Allende werd hij in 1973 na de staatsgreep van Pinochet gearresteerd en opgesloten in het nationale stadion van Santiago en later in het concentratiekamp Chacabuco. Vanaf 1974 leefde hij als balling in Mexico en Frankrijk. In 1989 keerde hij voor het eerst terug naar Chili. 
Parra heeft een omvangrijk oeuvre op zijn naam staan. In 1958 bracht hij zijn eerste plaat uit als Ángel Parra con Los Norteños, genaamd Cuatro Villancicos Chilenos, een compilatie van volks- en kerstliederen. Op zijn album Chante Violete Parra uit 2006 bracht Parra hulde aan zijn moeder Violeta door het opnieuw interpreteren van vijftien klassieke liedjes. Een van zijn meest recente albums is De fiesta con Georges Brassens uit 2007, een eerbetoon aan de Franse troubadour Georges Brassens, maar ook staan er originele composities op. In 2009 zong hij "Patagonia sin represas" (Nederlands: Patagonië zonder dammen), een protestlied tegen de bouw van dammen in Patagonië. 
Eind 2004 werd hij, samen met zijn zus Isabel, onderscheiden als ‘Figuras fundamentales de la música chilena’.
Ángel Parra overleed na een ziekte van drie jaar in 2017 op 73-jarige leeftijd aan de gevolgen van kanker.

## Discografie

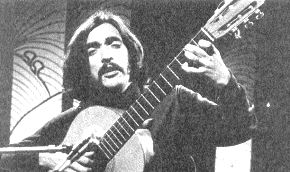
Ángel Parra in 1973

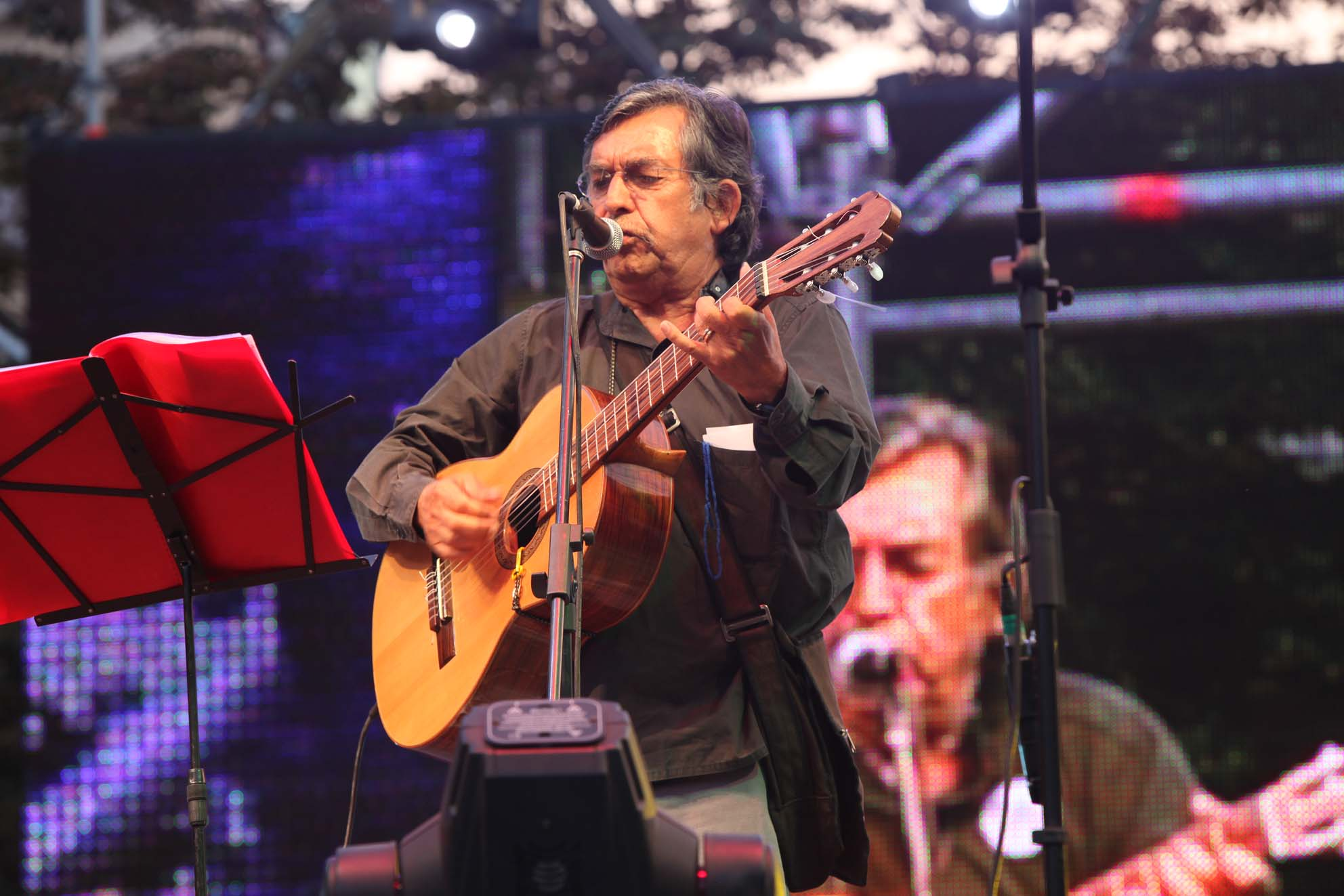
Ángel Parra in 2010

- Cuatro villancicos chilenos (met Los Norteños) (1958)
- Ángel Parra y su guitarra (1965)
- Oratorio para el pueblo (1965)
- Ángel Parra, vol II (1966)
- Arte de pájaros (met Pablo Neruda) (1966)
- Las cuecas de Ángel Parra y Fernando Alegría (1967)
- Ángel Parra y el tocador afuerino (met Gilbert Favre) (1967)
- Chile de arriba a abajo (met Manuel Rojas) (1968)
- Al mundo-niño, le canto (1968)
- Canciones de amor y muerte (1969)
- Canciones funcionales/Ángel Parra interpreta a Atahualpa Yupanqui (1969)
- Canciones de patria nueva/Corazón de bandido (1971)
- Las cuecas del tío Roberto (met Roberto Parra)  (1972)
- Cuando amanece el día (1973)
- Pisagua (1973)
- Ángel Parra en el Auditorio Nacional de México (1975)
- Tierra prometida (1975)
- Ángel Parra de Chile (1976)
- Pisagua (2ª versión)  (1976)
- Passion selon Saint Jean (1976)
- Ángel Parra à Paris (1978)
- Guitare populaire du Chili (1978)
- Oratorio para el pueblo (2ª versie met Ayacucho) (1979)
- Passion selon Saint Jean (2ª versie) (1980)
- La prochaine fois (1982)
- Chansons et comptines d'Amérique du Sud (1986)
- Canto a la victoria (1987)
- Ángel Parra en Alemania (1988)
- El bandido americano viene a bailar (1988)
- Ángel Parra en Chile (1989)
- La travesía de Colón (1991)
- Antología de la canción revolucionaria, vol 1 (1992)
- Canto a mi América (1993)
- Todo el amor (1993)
- A los niños de Chile (1993)
- Boleros (1994)
- Los náufragos (met Miguel Littín) (1994)
- Amado, apresura el paso (1995)
- Violeta Parra, texto y música (met 4 Voces Chilenas) (1997)
- El insolente (1998)
- Eróticas (met Régine Deforges) (1998)
- Concierto Oratorio de Navidad según San Lucas (2000)
- Brindis y cuecas caballas (2000)
- Corazón des Andes (2001)
- Sólo el amor (2004)
- Pisagua (met Ventiscka) (2004)
- Tour verano 2005 (met Ventiscka en het Ángel Parra Trío) (2005)
- Le prix de la liberté (2005)
- Violeta se fue a los cielos (2006)
- De fiesta con Georges Brassens (2007)